# Kobiela na plaży
Kobiela na plaży – polski czarno-biały film krótkometrażowy z 1963 roku w reżyserii
Andrzeja Kondratiuka.

## Fabuła
Film nagrywany był przy pomocy ukrytej kamery. Znany aktor, Bogumił Kobiela pojawia się na plaży w Sopocie, gdzie robi różne dziwne i zabawne dla plażowiczów rzeczy, m.in. przebiera się w kombinezon zimowy i spaceruje w nartach, udaje ratownika kontrolującego posiadanie kart pływackich, żegna się z przypadkowo spotkanymi plażowiczami jako wyjeżdżający wczasowicz.

## Obsada
- Bogumił Kobiela – on sam